# Affaire William Whitelaw et Rosario del Carmen Barredo
Pour les articles homonymes, voir William Whitelaw, Whitelaw, Carmen et Barredo.

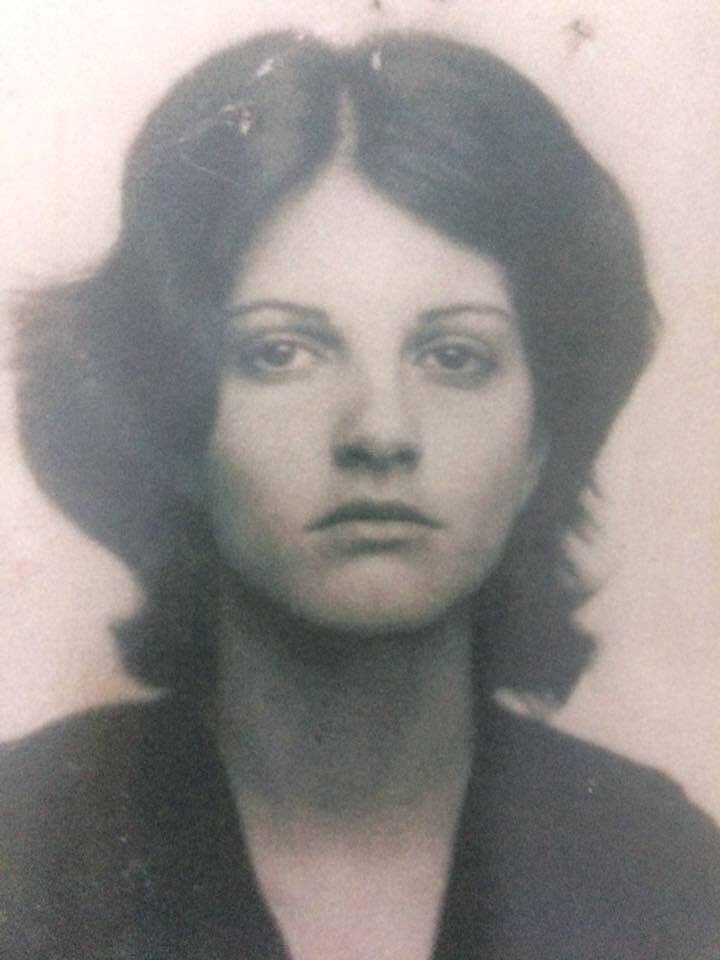
Rosario del Carmen Barredo Longo (date inconnue).

L'Affaire William Whitelaw et Rosario del Carmen Barredo, du nom de deux ex-militants Tupamaros assassinés en 1976 en Argentine, est liée à celle de l'assassinat de l'ex-président uruguayen de la Chambre des députés, Héctor Gutiérrez Ruiz, et du sénateur uruguayen Zelmar Michelini. La complicité des forces de sécurité argentines et uruguayennes dans ces assassinats fut formalisée dans l'Opération Condor.

## De l'Uruguay à l'exil
William Whitelaw Blanco (né en 1947), alors militant de la guérilla des Tupamaros, avait été arrêté en Uruguay en 1971. Il fut finalement expulsé et se rendit au Chili, alors dirigé par le président Salvador Allende. En exil, il rencontra Rosario del Carmen Barredo (née en 1949), elle-même veuve du Tupamaro Gabriel Schroeder, tué à Montevideo par les militaires le 14 avril 1972, et qui s'exila aussi au Chili, avec sa petite fille Gabriela Schroeder Barredo.
Whitelaw, dont l'ex-épouse, une Chilienne, était la secrétaire de Salvador Allende, devint membre de la direction des Tupamaros au Chili, aux côtés de Lucas Mansilla, Jorge Selves et Luis Alemañy. Allende autorisait les Tupamaros à s'exiler au Chili, à condition qu'ils ne s'engagent pas dans la vie politique interne ni même n'engagent de relations intimes avec les Chiliennes.
Whitelaw participa ensuite au symposium du Mouvement de libération national - Tupamaros (MLN-T) à Viña del Mar de février 1973, après l'arrestation, en septembre 1972, de Raúl Sendic. Membre de la Commission militaire des Tupamaros, Whitelaw participa à l'élaboration d'un plan visant à reprendre les actions en Uruguay, mais annula ces préparatifs à la suite du coup d'État militaire en Uruguay du 26 juin 1973. Il représenta ensuite, avec Luis Efraín Martínez Platero, les Tupamaros lors de la création officielle, en août 1973, de la Junte de coordination révolutionnaire (JCR), structure de coopération avec le MIR chilien et l'ERP argentine.
Après le coup d'État du 11 septembre 1973 contre Allende, les deux s'exilèrent pour l'Argentine. Selon Luis Alemañy, il se rendit alors, le 17 avril 1974, sur la plage d'Agraciada, où avait débarqué les trente trois Orientaux en 1825, pour voir s'il était possible de faire entrer clandestinement des armes en Uruguay. Toutefois, Whitelaw finit par privilégier la lutte politique sur la lutte armée. Il abandonna ainsi, avec Alemañy, Luis Mansilla, et Kimal Amir, ses responsabilités au niveau de la direction des Tupamaros, le 12 juillet 1974, tout en restant membres du mouvement, en déclarant que le temps était à la lutte politique. Les « Démissionnaires » furent finalement expulsés du MLN-T, qui virait vers le marxisme-léninisme, entre autres sous l'influence de l'ERP argentin.

Un des logos utilisés par les Tupamaros, avec les initiales "MLN".

Mais après le coup d'État de mars 1976 (en Argentine), il fut enlevé à son domicile, à Buenos Aires, avec sa compagne Rosario del Carmen Barredo, et leurs trois enfants, Gabriela Schroeder Barredo (4 ans), María Victoria (16 mois) et Máximo Fernando Whitelaw Barredo (2 mois).
Les cadavres de William Whitelaw et de Rosario del Carmen Barredo furent découverts le 21 mai 1976 dans une voiture abandonnée, avec ceux de l'ex-président de la Chambre des députés, Héctor Gutiérrez Ruiz, et le sénateur Zelmar Michelini. Dans celle-ci, on trouvait un tract qui disait « Ainsi sont punis les traîtres, signés MLN », tentant de faire porter la responsabilité sur les Tupamaros eux-mêmes.
Les deux bébés et l'enfant de 4 ans ré-apparurent quelques jours plus tard, dans un commissariat.

## Ouverture de l'enquête (2006)

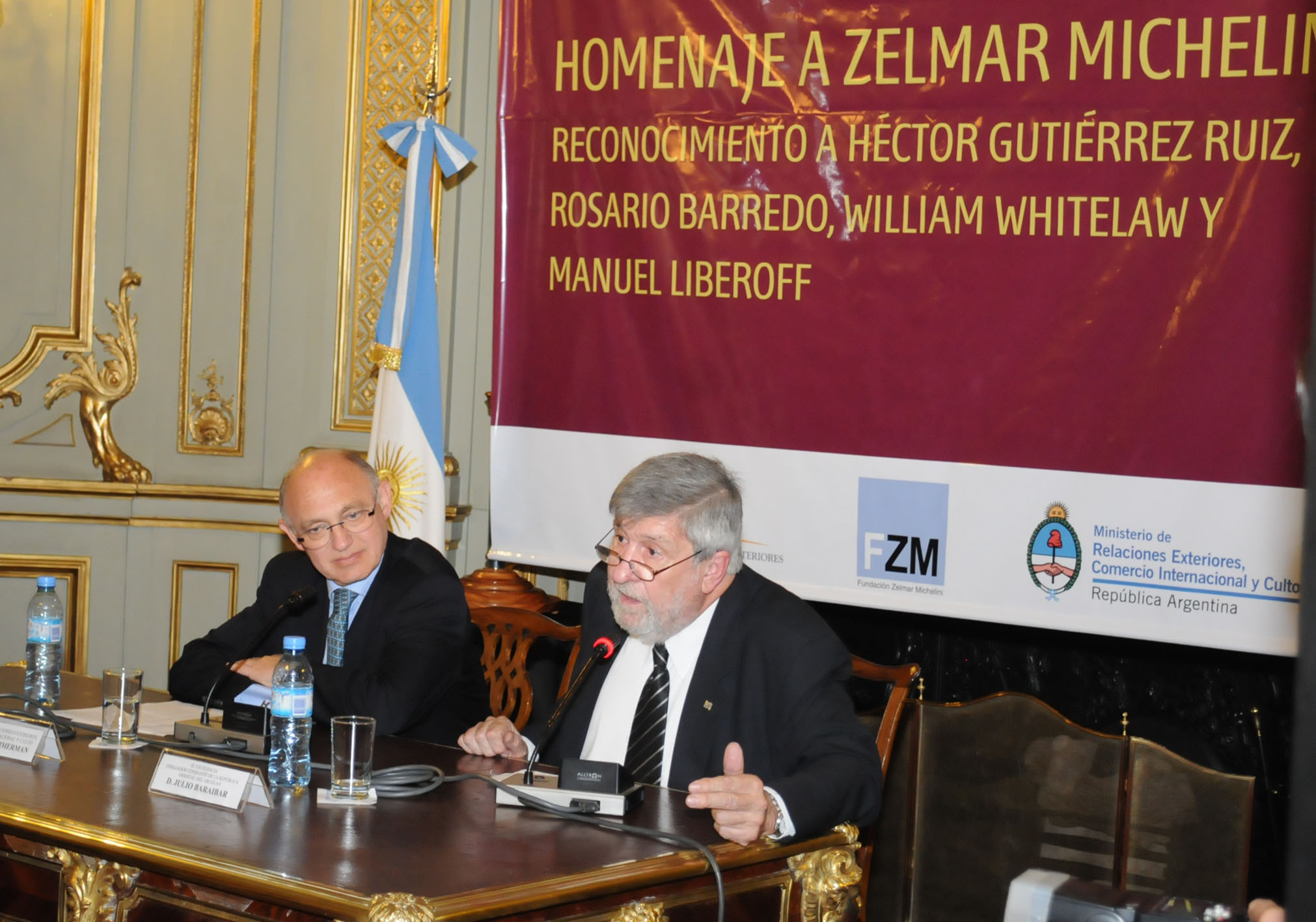
Le Chancelier Héctor Timerman, du "Ministère des relations extérieures, du commerce international et de la culture de la République Argentine", préside la cérémonie d'hommage et de reconnaissance rendue à: Zelmar Michelini, Héctor Gutiérrez Ruiz, Rosario del Carmen Barredo Longo, William Whitelaw et Manuel Riberoff.(Au Palacio San Martin de Buenos Aires,le 19 mai 2011)

L'affaire a été liée, en 2006, à celle concernant les homicides de Zelmar Michelini et de Gutiérrez Ruiz, et l'ex-dictateur Juan María Bordaberry a été inculpé pour coauteur d'homicides très aggravés.